# Дацький Владислав Євгенович
Владисла́в Євге́нович Да́цький (псевдо Дацик) — український військовослужбовець 3-ї окремої штурмової бригади, учасник російсько-української війни, Герой України (2025), кавалер ордена «За мужність» ІІ та ІІІ ступеня. 

## Життєпис
Мама Владислава була продавцем у магазині. Тато Владислава був пожежником, потім шахтарем, брав участь у миротворчій місії на Балканах. Тато i мама Владислава у розлученні, тато воює в ТРО.
З 18 років проходив контрактну службу в морській піхоті. Відслужив 3 роки. Працював в Польщі на будівництві. Під час епідемії Ковіду розпочав виготовляти м`які меблі, ліжка. З початком повномасштабного вторгнення брав участь в обороні Києва та бився за південь України. Командир взводу «Десептиконів» 3-ї Окремої Штурмової Бригади. ТВО командира 2-ї роти 2-го штурмового батальйону 3 ОШБр .
У 2024 році закінчив навчання на факультеті фізичного виховання за спеціальністю 014.11 Середня освіта (Фізична культура) в Центральноукраїнському державному університеті ім. Володимира Винниченка.

## Ставлення до релігії
На інтерв'ю 2024 року Владислав висловився, що вірить у Бога, але не поклоняється йому.

## Нагороди
- звання «Герой України» з врученням ордена «Золота Зірка» (5 травня 2025) — за особисту мужність і героїзм, виявлені у захисті державного суверенітету та територіальної цілісності України, самовіддане служіння Українському народові[1].
- Орден «За мужність» II ступеня (3 травня 2024) — за особисту мужність, виявлену у захисті державного суверенітету та територіальної цілісності України, самовіддане виконання військового обов'язку[6].
- Орден «За мужність» III ступеня (14 серпня 2023) — за особисту мужність і самовіддані дії, виявлені у захисті державного суверенітету та територіальної цілісності України[7].
- Медаль «За військову службу Україні»[8].
- Медаль «За участь в антитерористичній операції»[джерело?]
- Нагрудний знак «Знак пошани»[джерело?]
- Почесний нагрудний знак «Хрест хоробрих»[джерело?]
- Почесний нагрудний знак «Золотий хрест»[джерело?]
- Нагрудний знак Учасник АТО[джерело?].
- 24.05.23 Наказ Міністра ОУ №634, відзнака МОУ "Вогнепальна зброя"
- Нагрудний знак «За сприяння оборони Києва »
- Медаль «За оборону рідної держави »

## Фільмографія
- Ми були рекрутами (2024) — у ролі себе.